# Marie Landré
Marie Evrardine Landré (Amsterdam, 9 mei 1877 – Laren (Noord-Holland), 6 mei 1957) was een Nederlands pianist en klavecimbelbespeler.
Ze is dochter van koopman Jean Daniël Landré en Louiza Johanna Jacoba Francisca Koning. Zelf bleef ze ongetrouwd.
Ze kreeg haar opleiding van Henri Tibbe aan de muziekschool van de Maatschappij tot Bevordering der Toonkunst in Amsterdam. Julius Röntgen was haar docent aan het Conservatorium van Amsterdam. Ze studeerde ook enige tijd in Frankfurt am Main. 
Ze verzorgde concertreizen met Nella Gunning en Anna Tijssen-Bremerkamp en was actief binnen Het Gooi met musici als Christiaan Freijer en Johan Schoonderbeek. Zij trad voorts op als begeleidster van Carl Flesch, Bram Eldering, Tilia Hill en Hendrik C. van Oort. Ze was tevens pianodocent aan de Muziekschool Bussum. Ze was betrokken bij de Koninklijke Christelijke Oratorium Vereniging Amsterdam en hielp dat bij repetities van werken van Felix Weingartner, Gabriel Pierné, Willem de Haan en Georg Henschel. Onder leiding van Johan Wagenaar begeleidde ze diens “Schipbreuk”. Jarenlang was ze via Schoonderbeek betrokken bij uitvoeringen van Bachs Matthäus-Passion door de Nederlandse Bachvereniging.
Ze woonde langere tijd in Laren (Noord-Holland), alwaar ze in het Ziekenverpleging Sint Jan overleed en enkele dagen later werd begraven op de Algemene Begraafplaats Laren.